# Лещинский, Рафаил (1526—1592)
Рафаил Лещинский (ок. 1526 — 1592) — государственный деятель Речи Посполитой, дворянин королевский (1541), воевода брест-куявский (1545—1550), каштелян сремский (с 1580 года), староста радзиевский, маршалок сейма (1552, 1562—1563), один из руководителей протестантского движения в Польше.

## Биография
Представитель знатного польского магнатского рода Лещинских герба Венява. Единственный сын каштеляна брест-куявского Яна Лещинского (ум. 1535) и Марии де Marcelanges, вдовы Ярослава Соколовского.
В молодости учился в Злотырии под руководством Валентина Троцендорфа и Криштофа Хегендорфина. В 1541 году — дворянин в окружении польского короля Сигизмунда I Старого. В 1545—1550 годах — воевода брест-куявский. В 1567 году был избран шафаром, то есть руководителем сборщиков налогов («поборцев») Калишского воеводства. В 1578—1580 годах — шафар Великой Польши. В 1580 году стал каштеляном сремским и отказался от радзиевского староства в пользу своего старшего сына Яна.
Политическую деятельность Рафаил Лещинский начал в 1548 году, когда выступал против брака польского короля и великого князя литовского Сигизмунда II Августа с Барбарой Радзивилл. В 1549 году вступил в общину чешских братьев-протестантов, стал оказывать им поддержку и принимать участие в их сборах.
После отказа от должности воеводы брест-куявского (1550) Рафаил Лещинский был избран послом на сейм в 1552 году. Избирался послом на сейм от Великопольши в 1562—1563 и 1563—1564 годах, от Калишского воеводств в 1566 году, от Познанского воеводства в 1569 году. В 1552 и 1562—1563 годах был дважды избран маршалком сейма. В 1570 году Рафаил Лещинский в составе польско-литовского посольства ездил в Москву. В 1580 году был назначен каштеляном сремским, а в 1581 году построил протестантский собор в Голухове.
Выступал в защиту шляхты от магнатов-можновладцев. Был одним из известных чешских братьев в Великой Польше, во время Люблинского сейма (1569) выступал за включение Великого княжества Литовского в состав Польского королевства.

## Семья
Рафаил Лещинский был дважды женат. В 1543/1544 году первым браком женился на Барбаре Вольской, от брака с которой имел детей:
- Ян Лещинский (ум. 1588/1589), староста радзиевский
- Анджей Лещинский (ок. 1559—1606), воевода брест-куявский

До 1574 года вторично женился на Анне Коржбок Завадской, дочери графа Генрика Коржбока. Дети:
- Вацлав Лещинский (1576—1628), каштелян калишский, канцлер великий коронный
- Катарина Лещинская (ум. после 1582), 1-й муж Вацлав Остророг (ум. 1574), 2-й муж ротмистр двора королевы Ян Конецкий
- Марианна Лещинская (1574—1642), 1-й муж с 1592 года каштелян радомский Анджей Фирлей (ум. 1609), 2-й муж с 1611 года князь Януш Заславский (1560—1629)
- Барбара Лещинская, жена подкомория познанского Владислава Пшиемского
- Анна Лещинская, жена Ежи Латальского